# 黃斑平鮋
黃斑平鮋，為輻鰭魚綱鮋形目鮋亞目平鮋科的其中一種，為溫帶海水魚，分布於東太平洋阿拉斯加科迪亞克島至墨西哥下加利福尼亞海域，棲息深度25-549公尺，本魚體黃色或橘色，背部呈綠色並具有雜斑，腹部顏色較淡，頭部棘強，背鰭硬棘13枚，背鰭軟條12-14枚，臀鰭硬棘3枚，臀鰭軟條6-7枚，體長可達41公分，棲息在軟底質底層水域，卵胎生，生活習性不明。